# Sochaczew
Sochaczew là một thị trấn thuộc huyện Sochaczewski, tỉnh Mazowieckie ở trung-đông Ba Lan. Thị trấn có diện tích 26 km². Đến ngày 1 tháng 1 năm 2011, dân số của thị trấn là 37585 người và mật độ 1435 người/km².